# Cantó de Château-la-Vallière
El cantó de Château-la-Vallière és un cantó francès del departament de l'Indre i Loira, situat al districte de Tours. Té 15 municipis i el cap és Château-la-Vallière.

## Municipis
- Ambillou
- Braye-sur-Maulne
- Brèches
- Channay-sur-Lathan
- Château-la-Vallière
- Couesmes
- Courcelles-de-Touraine
- Hommes
- Lublé
- Marcilly-sur-Maulne
- Rillé
- Saint-Laurent-de-Lin
- Savigné-sur-Lathan
- Souvigné
- Villiers-au-Bouin

## Història
| Data d'elecció                           | Identitat           | Partit                     | Qualitat |
| ---------------------------------------- | ------------------- | -------------------------- | -------- |
| 1945-1949                                | M. Auneau           | SFIO                       |          |
| 1949-1967                                | Jean Voisin         | Divers droite              |          |
| 1967-1979                                | M. Raimbault        | divers droite, després RPR |          |
| 1979-1998                                | Maurice Duron       | Divers droite              |          |
| 1998-2004                                | Patrice Berthelemot | Divers droite              |          |
| 2004-                                    | Martine Chaigneau   | PS                         |          |
| les dades anteriors no són pas conegudes |                     |                            |          |
|                                          |                     |                            |          |

## Demografia
| A partir de 1990: Població sense dobles comptes |